# Trieste Kelly Dunn
Trieste Kelly Dunn (* 14. Januar 1981 in Provo, Utah) ist eine US-amerikanische Schauspielerin. Ihre bekannteste Rolle ist die der Siobhan Kelly in der Fernsehserie Banshee.

## Leben
Dunn studierte Theaterwissenschaften an der North Carolina School of the Arts. Ihre erste Rolle im Hauptcast einer Fernsehserie, hatte sie in der kurzlebigen Serie Canterbury’s Law an der Seite von Julianna Margulies inne. Das Filmmaker Magazine zeichnete sie in der Sommerausgabe 2010 als eines der 25 New Faces of Independent aus.
Seit dem Jahr 2013 war sie in ihrer bisher wichtigsten Rolle als Siobhan Kelly in der Fernsehserie Banshee zu sehen, eine Rolle, welche sie von der ersten bis zur Mitte der dritten Staffel der Serie innehatte. Nach einer Hauptrolle in der ebenfalls kurzlebigen Fernsehserie Believe und einer wiederkehrenden Rolle in der Serie Golden Boy, wurde sie 2015 in einer wiederkehrenden Gastrolle als Allison „Ali“ Knight in der Serie Blindspot gecastet.

## Filmografie
- 1993: Dark Secret (Strike a Pose)
- 1995: Kekkon
- 2002: Random Shooting in L.A.
- 2003: Birth of a Rebellion (Kurzfilm)
- 2003: Mortuary Blues (Kurzfilm)
- 2003: Champagne Society (Kurzfilm)
- 2004: The Tragedy of Glady (Kurzfilm)
- 2004: Mysterious Skin – Unter die Haut (Mysterious Skin)
- 2005: Little Chicago
- 2005: Building Girl
- 2006: Law & Order: Special Victims Unit (Fernsehserie, eine Folge)
- 2006: Flug 93 (United 93)
- 2006: What’s Not to Love? (Fernsehfilm)
- 2008: Canterbury’s Law (Fernsehserie, 6 Folgen)
- 2008: Period Portrait (Kurzfilm)
- 2008: The Tower (Fernsehfilm)
- 2009: Fringe – Grenzfälle des FBI (Fringe, Fernsehserie, eine Folge)
- 2009: Cupid (Fernsehserie, eine Folge)
- 2009: Bored to Death (Fernsehserie, eine Folge)
- 2010: Cold Weather
- 2010: The New Year
- 2010: Vacation!
- 2010: A Night Out (Kurzfilm)
- 2011: The Craigslist Killer (Fernsehfilm)
- 2011: Brothers & Sisters (Fernsehserie, eine Folge)
- 2011: Million Dollar Mind Game (Fernsehserie, eine Folge)
- 2012: Futurestates (Fernsehserie, eine Folge)
- 2013: Banshee Origins: Siobhan Interrupted (Miniserie)
- 2013: Loves Her Gun
- 2013: Golden Boy (Fernsehserie, 6 Folgen)
- 2013: Plato’s Reality Machine
- 2013–2014: Banshee Origins (Miniserie, 4 Folgen)
- 2013–2015: Banshee – Small Town. Big Secrets. (Fernsehserie, 29 Folgen)
- 2014: And, We’re Out of Time (Fernsehfilm)
- 2014: Believe (Fernsehserie, 6 Folgen)
- 2015: Applesauce
- 2015: Good Wife (The Good Wife, Fernsehserie, Folge 7x02)
- 2015–2020: Blindspot (Fernsehserie, 18 Folgen)
- 2016: Bull (Fernsehserie, Folge 1x02)
- 2016: Royal Pains (Fernsehserie, Folge 8x02)
- 2017: Infinity Baby
- 2017: Blame
- 2017: Manhunt (Fernsehserie, 2 Folgen)
- 2017: The Misogynists
- 2018: Elementary (Fernsehserie, Folge 6x01)
- 2018: Strangers (Fernsehserie, Folge 2x05)
- 2019: Girl on the Third Floor
- 2019: The Passage (Fernsehserie, 2 Folgen)
- 2021: Sometime Other Than Now
- 2022: Quantum Cowboys
- 2022: See – Reich der Blinden (See, 5 Folgen)
- 2023: Lousy Carter